# Hartwig Runge
Hartwig Runge (* 26. Dezember 1938 in Gadebusch) ist ein deutscher Schlagersänger und Komponist, der unter dem Künstlernamen Ingo Graf bekannt wurde. Als Kommunalpolitiker der PDS gehörte Runge von 1994 bis 1999 dem Stadtrat von Leipzig an.

## Biographie
Runge ist Diplomphilosoph und Lehrer für Mathematik und Physik. Er arbeitete als Mathematiklehrer in Leipzig, als er 1964 durch Heinz Quermann in der Sendung Herzklopfen kostenlos des DDR-Fernsehen entdeckt wurde. Der von ihm komponierte Titel Versuch’s noch mal mit mir wurde ein großer Erfolg, so dass das Plattenlabel Amiga mit ihm die erste Single produzierte. Weitere Erfolgstitel waren u. a.: Heute Nacht wird mal durchgemacht, Noch schöner als sie, Ein Jahr ist ein Hauch, Piroschka, Student in einer fremden Stadt und Das Lied von den Rosen und Träumen. Mit dem Titel Es war einmal ein Mädchen von kaum 17 Jahren wirkte er in dem DEFA-Kultfilm Heißer Sommer mit. 1967 erhielt er eine eigene Fernsehsendung. Die Sendung, in der er sang, moderierte und vor allem Nachwuchsinterpreten vorstellte, hieß „Schlager 19..“ und gilt als Vorläufer des „Schlagerstudios“. 1970, als das Konzept der Sendung verändert wurde und die Sendung den Charakter einer Hitparade bekam, stieg Ingo Graf aus. Fortan begleitete er das Orchester Alfons Wonneberg als Solist und gastierte in circa 30 Ländern.
Mitte der 1970er Jahre beendete Ingo Graf seine Karriere und kehrte in den Lehrerberuf zurück.
2001 feierte Ingo Graf in der Fernsehsendung des MDR „Wiedersehen macht Freude“ sein Comeback als Schlagersänger.
Runge lebt in Leipzig und ist mit der früheren sächsischen Landtagsabgeordneten Monika Runge (Die Linke) verheiratet.

## Singles
- 1964 Bravo Bambina / B: Franke-Echo-Quartett / Brasiliana
- 1965 Pech für mich / Allein wirst du das Glück nicht finden
- 1965 Heute Nacht wird mal durchgemacht / Versuch’s noch mal mit mir
- 1966 Es ist noch kein Meister vom Himmel gefallen / Jeden Morgen, jeden Abend, jede Nacht
- 1967 Ein Jahr ist ein Hauch / Piroschka
- 1967 Das Lied von den Rosen und Träumen / Nie mehr
- 1968 Noch schöner als sie / B: Ina Martell / Doch dein Herz hat geweint
- 1971 Schatten / Schön sind nicht nur deine Augen

## Weitere Produktionen
- 1967 Student in einer fremden Stadt
- 1968 Siehst du den Regenbogen
- 1968 Rot ist die Sonne
- 1969 Du sagst ja
- 1969 Wunderschöner Tag
- 1971 Dreizehn kleine Kinder